# Делта-К
Делта-К (на английски: Delta-K) – ускорителен блок, използван в конфигурацията на ракетата - носител Делта II.

## Дизайн
Ускорителен блок Делта-К (на английски: Delta-K) е конструиран в началото на новото хилядолетие за нуждите на НАСА. Проектиран е като ускорителна степен на ракетата-носител Делта II. Блокът трябва да бъде евтина алтернатива на ускорителната степен Транстейдж.

## Спецификация
- Двигател: един Аероджет AJ-10-118K
- Тяга: 43,63 kN
- Специфичен импулс: 319 сек.
- Време на работа: 431 сек.
- Гориво: Аерозин 50
- Окислител: Диазотен тетраоксид
- Височина: 5,9 м.
- Диаметър: 2,4 м.
- Маса: 6954 кг.